# 舟山普陀山空港
舟山普陀山空港（しゅうざんふたさんくうこう）は中華人民共和国浙江省舟山市普陀区朱家尖島に位置する空港。1997年8月開港。開港当初は、舟山朱家尖空港。1998年4月に現在の空港名に改名し、同年9月に舟山普陀山機場有限公司が設立された。
2018年以降敷地内に米ボーイングと中COMACが共同で737 Completion and Delivery Center（737仕上げ引渡センター）を設置し、主に中国内向け737を米国内737製造工場から空輸後、同センター設置格納庫内で内装及び塗装を行い検査、手続き後引き渡されるようになっている。

## 航空路線
- 中国東方航空(上海浦東、深圳、汕頭)
- 廈門航空(北京首都、廈門、晋江)
- 深圳航空(広州、晋江)
- 中国南方航空(深圳、連雲港)
- 中国聯合航空(北京南苑)
- 幸福航空(合肥、福州)
- 山東航空(廈門)